# Zuienkerke
Zuienkerke ist eine kleine belgische Gemeinde in der Region Flandern. Sie liegt in der Provinz Westflandern und gehört zum Arrondissement Brügge. Die Gemeinde hat 2676 Einwohner (Stand 1. Januar 2024) und ist damit nach Einwohnerzahl eine der kleinsten selbständigen Gemeinden in Belgien. Die Gemeinde besteht aus dem Hauptort Zuienkerke mit knapp 1500 Einwohnern und den Dörfern Houtave, Meetkerke und Nieuwmunster mit jeweils etwa 400–500 Einwohnern.
Zuienkerke hat eine Fläche von 48,86 km²; die Postleitzahl lautet 8377 und die Koordinaten sind 51°15' N und 3°09' O. Der Ort ist noch landwirtschaftlich geprägt, der Tourismus spielt aber aufgrund der Nähe zu den Orten an der Küste eine immer bedeutendere Rolle.
Zuienkerke liegt nur 6–8 Kilometer südwestlich der belgischen Küste am Ärmelkanal von den Badeorten Blankenberge und De Haan entfernt auf einer Höhe von lediglich max. 3 Metern über NN. Brügge liegt 8 km südöstlich, Oostende 16 km westlich, Gent 46 km südöstlich und Brüssel 96 km südöstlich entfernt. 
Der nächste Autobahnanschluss befindet sich rund 10 km südwestlich bei Jabbeke an der A10/E 40 und die nächsten Bahnstationen befinden sich bei Blankenberge, Zeebrugge, Oostende und Brügge. Von letzteren beiden Bahnhöfen verkehren auch internationale Fernzüge wie u. a. die Thalys. 
  
Bei Oostende befindet sich ein Regionalflughafen und nahe der Hauptstadt Brüssel ein internationaler Flughafen.

## Weblinks

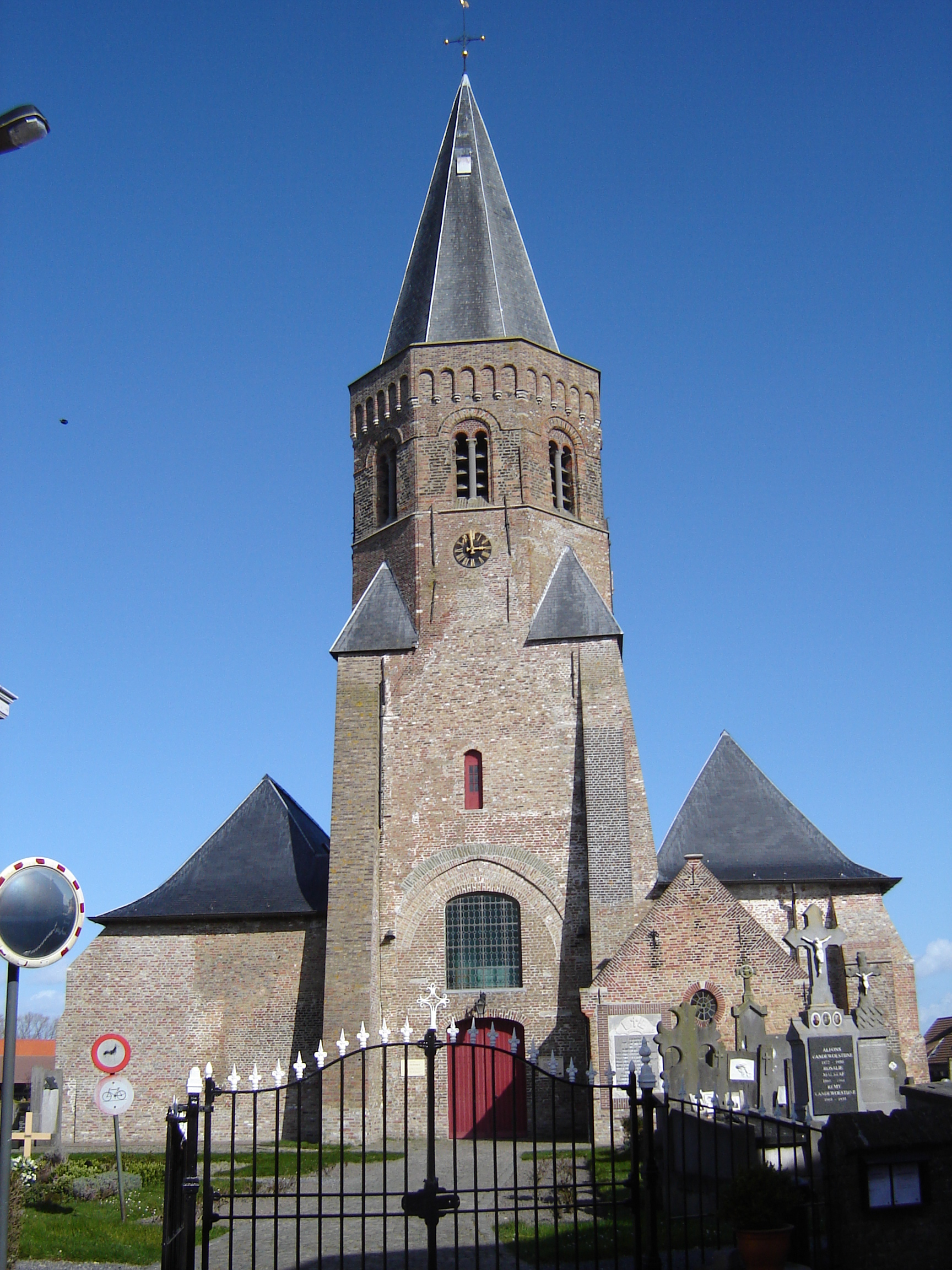
Sint-Michielskirche